# Grimm (sezonul 1)
Sezonul 1 al serialului  NBC Grimm a avut premiera la 28 octombrie 2011 și s-a terminat la 18 mai 2012. Este format din 22 de episoade. 

## Distribuție

### Roluri principale
- David Giuntoli - Nick Burkhardt
- Russell Hornsby - Hank Griffin
- Bitsie Tulloch - Juliette Silverton
- Silas Weir Mitchell - Monroe
- Sasha Roiz - Captain Sean Renard
- Reggie Lee - Sergeant Drew Wu

### Roluri secundare
- Claire Coffee - Adalind Schade
- Sharon Sachs - Dr. Harper
- Bree Turner - Rosalee Calvert
- Danny Bruno - Bud
- Kate Burton - Marie Kessler
- Jessica Tuck - Catherine Schade
- Mary Elizabeth Mastrantonio - Kelly Burkhardt

## Episoade
| Nr. în serial | Nr. în sezon | Titlu                       | Regia           | Scenariu                                                                                     | Premiera          | Cod producție | Telespectatori SUA (milioane) |
| --- | ------------ | --------------------------- | --------------- | -------------------------------------------------------------------------------------------- | ----------------- | ------------- | ----------------------------- |
| 1 | 1            | „Pilot”                     | Marc Buckland   | Poveste: David Greenwalt & Jim Kouf & Stephen Carpenter Scenariu: David Greenwalt & Jim Kouf | 28 octombrie 2011 |               |                               |
| După un violent și misterios atac asupra unei studente dintr-un campus local, Detectivul Nick Burkhardt (David Giuntoli) de la secția de omucideri din Portland află de la mătușa sa Marie (Kate Burton) că provine dintr-o linie de vânători de elită numiți "Grimms" însărcinați cu păstrarea echilibrului între umanitate și creaturile mitologice care trăiesc ascunse în jurul nostru. O fetiță îmbrăcată în roșu dispare și Nick încearcă să o găsească folosind noile sale puteri, dar și cu ajutorul partenerului său de culoare Hank Griffin (Russell Hornsby) și al lui Monroe (Silas Weir Mitchell), un vârcolac care s-a cumințit. Opening quote: "The wolf thought to himself, what a tender young creature. What a nice plump mouthful..." – The Brothers Grimm, 1812 |              |                             |                 |                                                                                              |                   |               |                               |
| 2 | 2            | „Bears Will Be Bears”       |                 |                                                                                              | 4 noiembrie 2011  |               |                               |
| Nick și Hank investigează un caz de pătrundere prin efracție. Indiciile îi conduc pe detectivi către o familie de origine misterioasă, în care nu mai există linia dintre bine și rău. Nick îi cere lui Monroe să o supravegheze pe mătușa Marie (Kate Burton). Opening quote: "She looked in the window, and then peeped through the keyhole; seeing nobody in the house, she lifted the latch." |              |                             |                 |                                                                                              |                   |               |                               |
| 3 | 3            | „Beeware”                   |                 |                                                                                              | 11 noiembrie 2011 |               |                               |
| În ceea ce se zbate ca să rezolve un nou caz, Nick descoperă trecutul familiei. Opening quote: "She'll sting you one day. Oh, ever so gently, so you hardly even feel it. 'Til you fall dead." |              |                             |                 |                                                                                              |                   |               |                               |
| 4 | 4            | „Lonelyhearts”              | Michael Waxman  | Alan DiFiore & Dan E. Fesman                                                                 | 18 noiembrie 2011 | 105           | 5.44                          |
| Nick investighează o serie de crime și de răpiri, în timp ce un străin vrea să-și răzbune prietenul ucis de un Grimm. Opening quote: "There she paused for a while thinking... but the temptation was so great that she could not conquer it." |              |                             |                 |                                                                                              |                   |               |                               |
| 5 | 5            | „Danse Macabre”             |                 |                                                                                              | 8 decembrie 2011  | 106           |                               |
| Anchetând moartea unui profesor, Nick ajunge la o școală unde descoperă că prezența lui afectează creaturile din lume. Opening quote: "Out they scampered from doors, windows and gutters, rats of every size, all after the piper." |              |                             |                 |                                                                                              |                   |               |                               |
| 6 | 6            | „The Three Bad Wolves”      |                 |                                                                                              | 9 decembrie 2011  | 104           |                               |
| Nick și Hank investighează explozia din casa lui Blutbad. Opening quote: "'Little pig, little pig, let me come in,' said the wolf to the pig. 'Not by the hair of my chinny chin chin,' said the pig to the wolf." |              |                             |                 |                                                                                              |                   |               |                               |
| 7 | 7            | „Let Your Hair Down”        |                 |                                                                                              | 16 decembrie 2011 | 107           |                               |
| Opening quote: "The enchantress was so hard-hearted that she banished the poor girl to a wilderness, where she had to live in a miserable, wretched state." |              |                             |                 |                                                                                              |                   |               |                               |
| 8 | 8            | „Game Ogre”                 | Terrence O'Hara | Cameron Litvack & Thania St. John                                                            | 13 ianuarie 2012  | 108           | 4.65                          |
| Opening quote: "Fee fi fo fum... I smell the blood of an Englishman..." |              |                             |                 |                                                                                              |                   |               |                               |
| 9 | 9            | „Of Mouse and Man”          | Omar Madha      | Alan DiFiore & Dan E. Fesman                                                                 | 20 ianuarie 2012  | 109           | 5.92                          |
| Opening quote: "I am impelled not to squeak like a grateful and frightened mouse, but to roar...." |              |                             |                 |                                                                                              |                   |               |                               |
| 10 | 10           | „Organ Grinder”             | Clark Mathis    | Akela Cooper & Spiro Skentzos                                                                | 3 februarie 2012  | 110           | 4.79                          |
| Opening quote: "We shall see the crumbs of bread... and they will show us our way home again." |              |                             |                 |                                                                                              |                   |               |                               |
| 11 | 11           | „Tarantella”                | Peter Werner    | Alan DiFiore & Dan E. Fesman                                                                 | 10 februarie 2012 | 111           | 5.30                          |
| Opening quote: "Instantly, the priestess changed into a monstrous goblin-spider and the warrior found himself caught fast in her web." |              |                             |                 |                                                                                              |                   |               |                               |
| 12 | 12           | „Last Grimm Standing”       | Michael Watkins | Story by: Cameron Litvack & Thania St. John Teleplay by: Naren Shankar & Sarah Goldfinger    | 24 februarie 2012 | 112           | 4.79                          |
| Opening quote: "The beasts were loosed into the arena, and among them, a beast of huge bulk and ferocious aspect. Then the slave was cast in." |              |                             |                 |                                                                                              |                   |               |                               |
| 13 | 13           | „Three Coins in a Fuchsbau” | Norberto Barba  | David Greenwalt & Jim Kouf                                                                   | 2 martie 2012     | 113           | 5.30                          |
| Opening quote: "For me there are neither locks nor bolts, whatsoever I desire is mine." |              |                             |                 |                                                                                              |                   |               |                               |
| 14 | 14           | „Plumed Serpent”            | Steven DePaul   | Alan DiFiore & Dan E. Fesman                                                                 | 9 martie 2012     | 114           | 5.05                          |
| Opening quote: "Said the dragon, 'Many knights have left their lives here, I shall soon have an end for you, too,' and he breathed fire out of seven jaws." |              |                             |                 |                                                                                              |                   |               |                               |
| 15 | 15           | „Island of Dreams”          | Rob Bailey      | Jim Kouf & David Greenwalt                                                                   | 30 martie 2012    | 115           | 4.15                          |
| Opening quote: "Soon he was so in love with the witch's daughter that he could think of nothing else. He lived by the light of her eyes and gladly did whatever she asked." |              |                             |                 |                                                                                              |                   |               |                               |
| 16 | 16           | „The Thing with Feathers”   | Darnell Martin  | Richard Hatem                                                                                | 6 aprilie 2012    | 116           | 4.45                          |
| Opening quote: "Sing my precious little golden bird, sing! I have hung my golden slipper around your neck." |              |                             |                 |                                                                                              |                   |               |                               |
| 17 | 17           | „Love Sick”                 | David Solomon   | Catherine Butterfield                                                                        | 13 aprilie 2012   | 117           | 4.96                          |
| Opening quote: "Forgive me for the evil I have done you; my mother drove me to it; it was done against my will." |              |                             |                 |                                                                                              |                   |               |                               |
| 18 | 18           | „Cat and Mouse”             | Felix Alcala    | Jose Molina                                                                                  | 20 aprilie 2012   | 118           | 4.56                          |
| Opening quote: "'Perhaps some accident has befallen him,' said the king, and the next day he sent out two more huntsmen who were to search for him.'" |              |                             |                 |                                                                                              |                   |               |                               |
| 19 | 19           | „Leave It to Beavers”       | Holly Dale      | Nevin Densham                                                                                | 27 aprilie 2012   | 119           | 4.33                          |
| Opening quote: "Wait!" the troll said, jumping in front of him. "This is my toll bridge. You have to pay a penny to go across." |              |                             |                 |                                                                                              |                   |               |                               |
| 20 | 20           | „Happily Ever Aftermath”    | Terrence O'Hara | David Greenwalt & Jim Kouf                                                                   | 4 mai 2012        | 120           | 4.73                          |
| Opening quote: "And they lived happily ever after." |              |                             |                 |                                                                                              |                   |               |                               |
| 21 | 21           | „Big Feet”                  | Omar Madha      | Story by: Alan DiFiore & Dan E. Fesman Teleplay by: Richard Hatem                            | 11 mai 2012       | 121           | 4.45                          |
| Opening quote: "He stripped off his skin and tossed it into the fire and he was in human form again." |              |                             |                 |                                                                                              |                   |               |                               |
| 22 | 22           | „Woman in Black”            | Norberto Barba  | David Greenwalt & Jim Kouf                                                                   | 18 mai 2012       | 122           | 5.10                          |
| Opening quote: "It shall not be death, but a sleep of a hundred years, into which the princess shall fall." |              |                             |                 |                                                                                              |                   |               |                               |